# دنیزتپسی (سیریک)
دنیزتپسی (ترکی استانبولی: Deniztepesi) یک محله در ترکیه است که در ناحیهٔ سریک، آنتالیا واقع شده است. جمعیت این محله تا سال ۲۰۲۲ برابر با ۹۱۲ نفر بوده است.